# Ceratocorema
Ceratocorema is een geslacht van vlinders uit de familie wespvlinders (Sesiidae), onderfamilie Tinthiinae.
Ceratocorema is voor het eerst wetenschappelijk beschreven door Hampson in 1893. De typesoort is Ceratocorema postcristatum.

## Soorten
Ceratocorema omvat de volgende soorten:
- Ceratocorema antiphanopa (Meyrick, 1927)
- Ceratocorema cymbalistis (Meyrick, 1926)
- Ceratocorema hyalinum Kallies & Arita, 2001
- Ceratocorema mesatma (Meyrick, 1926)
- Ceratocorema postcristatum Hampson, 1893
- Ceratocorema semihyalinum (Hampson, 1919)
- Ceratocorema yoshiyasui Kallies & Arita, 2001